# Juliana Anicja
Juliana Anicja (461 lub 462 - 527 lub 528), bizantyńska księżniczka, córka cesarza zachodniorzymskiego Olibriusza i Placydii - najmłodszej córki cesarza Zachodu Walentyniana III. W młodości odebrała staranne wykształcenie co wpłynęło na jej późniejszą aktywność w zakresie wspierania projektów architektonicznych w Konstantynopolu. Około roku 479 poślubiła Flawiusza Aerobinda z plemienia Alanów, wybitnego wodza w służbie Anastazjusza. Juliana była osobą pobożną i oddaną niektórym przywódcom monastycznym epoki. Była zadeklarowaną przeciwniczką monofizytyzmu Anastazjusza. Swój olbrzymi majątek przeznaczyła na zbożne cele, oraz na zbudowanie w stolicy wielu kościołów, w tym kościoła Świętej Eufemii, Matki Boskiej, Świętego Polieukta.